# Herrschaft Oberbronn
Die Herrschaft Oberbronn war ein unselbständiges Territorium, das verschiedenen Adelsgeschlechtern gehörte und in deren Herrschaftsgebiet wie ein Amt eingegliedert war.

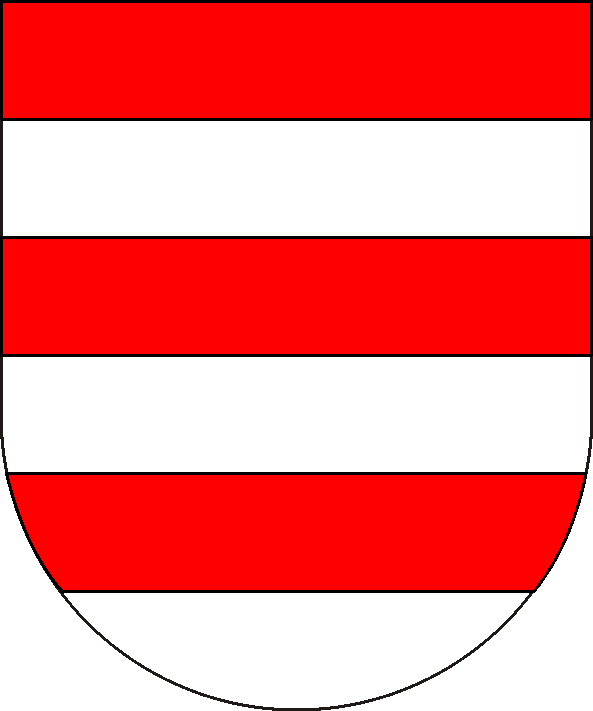
Ochsenstein

Zweibrücken-Bitsch

Leiningen-Westerburg

## Geschichte

### Mittelalter
Wilhelm von Born, Besitzer der Wasenburg, wird 1232 auch als Besitzer von Oberbronn genannt. Beides, Oberbronn und die Wasenburg waren seit dem Ende des 13. Jahrhunderts ein Lehen des Bistums Straßburg an die Herren von Lichtenberg.

### Ochsenstein
In der Folge war das Gebiet der Herrschaft Oberbronn Bestandteil der Herrschaft Ochsenstein. Zu diesem ältesten Bestand gehörten die Dörfer Breitenwasen, Eckartsweiler, Eckwersheim, Oberbronn (einschließlich der Burg), Weinburg und Wildenguth.
Nach der vernichtenden Niederlage der verbündeten Herren von Ochsenstein und der Grafen von Leiningen in der Schlacht bei Reichshofen 1451 versuchten die Herren von Lichtenberg, hier Fuß zu fassen, was aber nur in geringem Umfang gelang: In einem Tauschgeschäft mit dem Grafen von Lützelstein erhielten die Lichtenberger deren Rechte in Oberbronn. Soweit einzelne Dörfer in der Herrschaft Oberbronn aber Lehen des Bischofs von Metz waren, verweigerte dieser seine Zustimmung, sie den Lichtenbergern zu übertragen.

### Zweibrücken-Bitsch
Elisabeth von Lichtenberg (* 1444; † 1495) war als Tochter von Ludwig V. von Lichtenberg (* 1417; † 1474) eine von zwei Erbtöchtern mit Ansprüchen auf die Herrschaft Lichtenberg. Sie heiratete Simon IV. Wecker von Zweibrücken-Bitsch. Nach dem Tod des letzten Lichtenbergers, Jakob von Lichtenberg, eines Onkels von Elisabeth, erbten sie und die Erben ihrer vorverstorbenen Schwester, Anna von Lichtenberg, 1480 die Herrschaft Lichtenberg je zur Hälfte. Die Herrschaft wurde geteilt und das Amt Ingweiler dem Teil des Erbes zugeschlagen, der an Zweibrücken-Bitsch fiel, das Amt Pfaffenhofen dagegen Anna und ihr Mann, Philipp I., der Ältere, von Hanau-Babenhausen (* 1417; † 1480).
Als Georg von Ochsenstein als Letzter seines Geschlechts 1485 verstarb, fiel das Erbe – und damit auch die Herrschaft Oberbronn – an die Grafen von Zweibrücken-Bitsch, da Georg mit einer Frau aus diesem Haus verheiratet war und seine einzige Schwester, Kunigunde, einen Grafen von Zweibrücken-Bitsch, Heinrich, geheiratet hatte. Die Grafen von Zweibrücken-Bitsch gliederten einige Orte aus dem Amt Ingweiler aus und in die Herrschaft Oberbronn ein. Das waren: Rothbach, Sparsbach und Zittersheim.
Ebenfalls in die Herrschaft Oberbronn kamen eine Reihe von Orten, die bisher in das Amt Pfaffenhofen gehört hatten, nämlich: Merzweiler, Niefern, Schweighausen, Uhrweiler und Zinsweiler. Die Auseinandersetzung um die verflochtenen Rechte führte zu einem Streit zwischen den Grafen von Hanau Lichtenberg einerseits und den Rechtsnachfolgern der Grafen von Zweibrücken-Bitsch in der Herrschaft Oberbronn andererseits, der erst 1709 beigelegt wurde.

### Leiningen
Von Zweibrücken-Bitsch gelangte die Herrschaft Oberbonn durch die Heirat von Amelie von Zweibrücken-Bitsch mit Philipp I. von Leiningen-Westerburg 1551 als Mitgift dorthin und gehörte in der folgenden Zeit zur Grafschaft Leiningen.
Innerhalb des Hauses Leiningen gelangte die Herrschaft Oberbronn an den Familienzweig der Grafen von Leiningen-Westerburg. Nach dem Tod des letzten Leininger Inhabers, Johann Ludwig von Leiningen-Westerburg, 1665, erben dessen beide Töchter, Esther Juliana, verheiratet mit dem schwedischen Freiherrn Ludwig von Sinclair, und Sophie Sibylle (1656–1724), verheiratet mit Friedrich II. von Hessen-Homburg (Heinrich von Kleist’s „Prinz Friedrich von Homburg“), die Herrschaft. Es war ihre zweite und seine dritte Ehe. Der Erbteil der Sinclair betrug etwa 1/3, der von Hessen-Homburg 2/3 der Herrschaft.

### Hessen-Homburg und Sinclair
Anlässlich der Heirat von Landgräfin Sophia Friderica von Hessen-Homburg mit Karl Philipp Franz zu Hohenlohe-Waldenburg-Bartenstein 1727 war der hessen-homburgische Teil der Herrschaft Oberbronn Teil der Mitgift.

### Hohenlohe, Sinclair und Lewenhaupt
Sophie Friederike vererbt die Herrschaft Oberbronn an ihren Sohn, Ludwig Leopold von Hohenlohe-Waldenburg-Bartenstein, der die hoch verschuldete Herrschaft aber an seinen Bruder, Josef Christian Franz von Hohenlohe-Waldenburg-Bartenstein, Domherr in Straßburg abtrat. Dieser vererbte die Herrschaft Oberbronn an seinen Neffen, Karl Joseph von Hohenlohe-Waldenburg-Bartenstein (1766–1838), den letzten Herren von Oberbronn. Nach einer anderen Darstellung errichtete Sophie Friederica eine Sekundogenitur für ihren Enkel Karl Joseph von Hohenlohe-Waldenburg-Bartenstein (1766–1838).
Der Anteil der Familie Sinclair ging Mitte des 18. Jahrhunderts durch Heirat und Erbschaft an die ebenfalls schwedische Familie derer von Lewenhaupt über.
1764 verkaufen die Hohenloher einen Teil ihrer Rechte, darunter Zinsweiler mit seiner Hammerschmiede, an die Industriellenfamilie De Dietrich.

### Auflösung
Hohenlohe musste die Herrschaft 1793 an Frankreich abtreten und wurde dafür mit Gebieten des säkularisierten Bistums Würzburg abgefunden. In den Verwaltungsreformen in Folge der Französischen Revolution wurde die Herrschaft Oberbronn aufgelöst.

## Bestandteile
| Ort             | Status | Anmerkung |
| --------------- | ------ | --- |
| Breitenwasen    | Weiler | heute: Ortsteil von Oberbronn |
| Eckartsweiler   | Dorf   | |
| Eckwersheim     | Dorf   | Nach der verlorenen Fehde der Ochsensteiner versuchten die Lichtenberger 1451 in den Besitz des Dorfes zu gelangen, was aber der Lehensherr, der Bischof von Metz verhinderte. |
| Groß-Arnsberg   | Burg   | Hierbei handelte es sich wohl um einen Anteil an der Burg, da die Herren von Lichtenberg die Hauptlehensnehmer dieses Reichslehens waren. |
| Gumbrechtshofen | Dorf   | je zur Hälfte: 1.) Zweibrücken-Bitsch → Leiningen-Westerburg → Hessen-Homburg; 2.) Lichtenberg → Hanau-Lichtenberg → Hessen-Homburg |
| Merzweiler      | Dorf   | Das Dorf gehörte ursprünglich zum Amt Pfaffenhofen der Herrschaft Lichtenberg. Im Umfeld des nach 1456 zwischen Zweibrücken-Bitsch und der Grafschaft Hanau-Lichtenberg geteilten Lichtenberger Erbes kam das Dorf an Zweibrücken-Bitsch, wo es der Herrschaft Oberbronn zugeschlagen wurde. Spätestens seit 1551 gehört das Dorf nicht mehr zum Hanau-Lichtenberger Einflussgebiet.                                                                                                 |
| Oberbronn       | Burg   | |
| Oberbronn       | Dorf   | |
| Niefern         |        | Gehört heute zu Uhrweiler. Das Dorf gehörte ursprünglich zum Amt Pfaffenhofen der Herrschaft Lichtenberg. Im Umfeld des nach 1456 zwischen Zweibrücken-Bitsch und der Grafschaft Hanau-Lichtenberg geteilten Lichtenberger Erbes kam das Dorf an Zweibrücken-Bitsch, wo es der Herrschaft Oberbronn zugeschlagen wurde. Spätestens seit 1551 gehört das Dorf nicht mehr zum Hanau-Lichtenberger Einflussgebiet.                                                                      |
| Rothbach        | Dorf   | Das Dorf gehörte ursprünglich zum Amt Ingweiler der Herrschaft Lichtenberg. Durch die Erbteilung von 1456 zwischen Zweibrücken-Bitsch und Hanau-Lichtenberg kam das Amt Ingweiler und das Dorf an Zweibrücken-Bitsch, wo es der Herrschaft Oberbronn zugeschlagen wurde. |
| Schweighausen   | Dorf   | Das Dorf gehörte ursprünglich zum Amt Pfaffenhofen der Herrschaft Lichtenberg. Im Umfeld des nach 1456 zwischen Zweibrücken-Bitsch und der Grafschaft Hanau-Lichtenberg geteilten Lichtenberger Erbes kam das Dorf an Zweibrücken-Bitsch, wo es der Herrschaft Oberbronn zugeschlagen wurde. Spätestens seit 1551 gehört das Dorf nicht mehr zum Hanau-Lichtenberger Einflussgebiet.                                                                                                 |
| Sparsbach       | Dorf   | Das Dorf gehörte ursprünglich zum Amt Ingweiler der Herrschaft Lichtenberg. Durch die Erbteilung von 1456 zwischen Zweibrücken-Bitsch und Hanau-Lichtenberg kam das Amt Ingweiler und das Dorf an Zweibrücken-Bitsch, wo es der Herrschaft Oberbronn zugeschlagen wurde. |
| Uhrweiler       | Dorf   | Das Dorf gehörte ursprünglich zum Amt Pfaffenhofen der Herrschaft Lichtenberg. Im Umfeld des nach 1456 zwischen Zweibrücken-Bitsch und der Grafschaft Hanau-Lichtenberg geteilten Lichtenberger Erbes kam das Dorf an Zweibrücken-Bitsch, wo es der Herrschaft Oberbronn zugeschlagen wurde. Spätestens seit 1551 gehört das Dorf nicht mehr zum Hanau-Lichtenberger Einflussgebiet.                                                                                                 |
| Weinburg        | Dorf   | |
| Wildenguth      | Dorf   | heute: Gemeinde Reipertswiller |
| Zinsweiler      | Dorf   | Das Dorf gehörte ursprünglich zum Amt Pfaffenhofen der Herrschaft Lichtenberg. Im Umfeld des nach 1456 zwischen Zweibrücken-Bitsch und der Grafschaft Hanau-Lichtenberg geteilten Lichtenberger Erbes kam das Dorf an Zweibrücken-Bitsch, wo es der Herrschaft Oberbronn zugeschlagen wurde. Spätestens seit 1551 gehört das Dorf nicht mehr zum Hanau-Lichtenberger Einflussgebiet. 1764 wurde das Dorf mit seiner Hammerschmiede an die Industriellenfamilie De Dietrich verkauft. |
| Zittersheim     | Dorf   | Das Dorf gehörte ursprünglich zum Amt Ingweiler der Herrschaft Lichtenberg. Durch die Erbteilung von 1456 zwischen Zweibrücken-Bitsch und Hanau-Lichtenberg kam das Amt Ingweiler und das Dorf an Zweibrücken-Bitsch, wo es der Herrschaft Oberbronn zugeschlagen wurde. |